# Montcuq
Montcuq is een plaats en voormalige gemeente in het Franse departement Lot in de regio Occitanie en telt 1310 inwoners (2005). De plaats maakt deel uit van het arrondissement Cahors.

## Geschiedenis
Montcuq was de hoofdplaats van het gelijknamige kanton tot dit op 22 maart 2015 werd opgeheven en de gemeente werd opgenomen in het kanton Luzech. Montcuq is op 1 januari 2016 gefuseerd met de gemeenten Belmontet, Lebreil, Sainte-Croix en Valprionde tot de gemeente Montcuq-en-Quercy-Blanc. De voormalige gemeenten kregen hierbij de status van commune déléguée maar na de gemeenteraadsverkiezingen van 2020 werd besloten deze status te laten vervallen.

## Geografie
Het dorp is gelegen op 25 km van Cahors, in de regio Quercy blanc aan de rivier Barguelonnette.
De onderstaande kaart toont de ligging van Montcuq met de belangrijkste infrastructuur en aangrenzende gemeenten.

## Demografie
Onderstaande figuur toont het verloop van het inwonertal.

## Sketch
Montcuq is in Frankrijk bekend door een sketch uit Le petit rapporteur. Ofschoon de laatste letter in de dorpsnaam dient te worden uitgesproken (zowel in het Occitaans als in het Frans), hebben Franstaligen van buiten de regio de neiging dat niet te doen. In hun mond klinkt de naam dan als mon cul, wat 'mijn kont' betekent. Omdat het dorp zijn bekendheid aan deze sketch te danken heeft, is er in 2007 een straat naar het programma genoemd: "rue du Petit Rapporteur".
Belmontet · Lebreil · Montcuq · Sainte-Croix · Valprionde